# 安藤薬業公司
株式会社安藤薬業公司（あんどうやくぎようこうし）は、岐阜県岐阜市に本社を置き、岐阜県では14%のシェアを誇った塩野義製薬系列地場卸。愛知県全域・静岡県西部にも営業展開。主として医療用医薬品卸売業を営む会社であった。1946年（昭和22年）4月設立。2002年（平成14年）5月スズケンと業務提携。2003年（平成15年）10月にスズケンと合併。現在は、「スズケン」である。

## 本社所在地
- 岐阜県岐阜市早田栄町3-40
- 資本金　589百万円
- 従業員　203名
- 売上高　2003年3月　273億
- 関連会社　株式会社ケア（介護用品販売・レンタル）　白鷲メディカル（調剤薬局）

## 大株主
- 塩野義製薬24.3%
- 安藤徹児6.3%
- 大垣共立銀行4.9%
- 十六銀行4.9%
- 共友リース3.5%

## 沿革
- 1915年（大正4年） - 台湾の高雄市にて「安藤高雄薬局」を創業。
- 1945年（昭和20年） - 終戦にて日本に帰国。
- 1946年（昭和21年）4月 - 岐阜県にて資本金50万円で「株式会社安藤薬業公司」を設立して再建。
- 1976年（昭和51年）12月 - 安藤弘（2代目）社長就任。
- 1982年（昭和57年）2月 - 名城医薬品販売の営業権を譲受。
- 1985年（昭和60年）4月 - 豊橋市の鈴木薬品と業務提携。
- 1985年（昭和60年）9月 - 名古屋市南区に名南支店開設。
- 1986年（昭和61年）1月 - 鈴木薬品の営業権譲受。
- 1986年（昭和61年）1月 - 豊橋支店・浜松支店開設（旧鈴木薬品）。
- 1987年（昭和62年）3月 - 愛知県大口町に大口物流センター･大口支店開設。
- 1990年（平成2年）12月 - 岡崎支店開設。
- 1992年（平成4年） - 川越哲郎社長就任。
- 1992年（平成4年）5月 - 株式会社ケア（安藤薬業 子会社）設立。
- 1994年（平成6年）9月 - 本社別館開設。
- 1996年（平成8年）11月 - 株式店頭（現ジャスダック）公開。
- 2001年（平成13年）4月 - 名古屋市名東区に名東支店新築（名西支店と統合・名西支店閉鎖）。
- 2002年（平成14年）5月 - 愛知県のスズケンと業務提携。
- 2003年（平成15年）10月 - 愛知県のスズケンと合併。

## 主要取引メーカー
- 塩野義製薬 15.4%
- エーザイ 8.4%
- 中外製薬 6.6%
- 藤沢薬品 5.8%
- 萬有製薬 5.5%

## 支店

### 支店
- 岐阜県:岐阜支店・大垣支店・多治見支店・美濃加茂支店・高山支店
- 愛知県:名東支店・名南支店・大口支店・岡崎支店・豊橋支店（平成13年名西支店閉鎖）
- 静岡県:浜松支店

### 物流センター
- 愛知県大口町　大口物流センター